# کن گرانت
کن گرانت (انگلیسی: Ken Grant؛ زادهٔ ۵ ژوئن ۱۹۶۷) عکاس اهل بریتانیا است. تمرکز اصلی او عکاسی از زندگی طبقه کارگر می‌باشد. او مدرس دوره عکاسی MFA در دانشگاه اولستر است.